# Monsterbox
Monsterbox ist ein Kompilationsalbum des deutschen Rappers Silla. Es erschien am 8. Juni 2012 über das Independent-Label I Luv Money Records. Das Box-Set enthält Sillas erste drei Soloalben Übertalentiert (Premium Edition), Massenhysterie und City of God sowie das Album Wiederbelebt (Premium Edition), welches größtenteils ältere, zuvor unveröffentlichte Lieder enthält. Außerdem ist die DVD Silla der Thrilla enthalten.

## Covergestaltung
Das Albumcover zeigt die Schriftzüge Silla und Monsterbox in weiß auf grauem Hintergrund. Quer über der Schrift befinden sich drei rote Kratzer und im Hintergrund sieht man einen, an Godzilla erinnernden Schatten.

## Wiederbelebt

### Inhalt
| Professionelle Bewertungen | Professionelle Bewertungen |
| -------------------------- | -------------------------- |
| Kritiken                   |                            |
| Quelle                     | Bewertung                  |
| rappers.in                 | [ 2 ]                      |

Mehrere Lieder des Albums wurden bereits zuvor als Freetracks oder auf anderen Tonträgern veröffentlicht. So ist z. B. Die Stadt überhaupt eine Single von KD-Supier und Genauso ein Song aus dem Jahr 2010.

### Produktion
Die Beats zu den Liedern des Albums stammen unter anderem von Beatzarre, Djorkaeff, Abaz, DJ Vito, Sinch und KD-Supier.

### Covergestaltung
Das Albumcover zeigt Silla in überdimensionaler Größe zwischen Hochhäusern sitzend. Im rechten Teil des Bildes steht der Schriftzug Silla in rot mit drei Kratzern darüber sowie der Titel Wiederbelebt in weiß.

### Gastbeiträge
Auf zwölf der 18 Lieder wird Silla von anderen Künstlern unterstützt. Dabei sind die Lieder Schnelles Geld, Blaues Blut und Wie Godzilla Kollaborationen mit den Rappern MoTrip und JokA. Ersterer ist außerdem auf den Stücken Intro, Ich mach mein Geld, Don't Stop (RMX) und Was ist Rap für dich? zu hören, während Letzterer auch bei Glück im Unglück in Erscheinung tritt. Auf Don't Stop (RMX) sind außerdem die Mitglieder der US-amerikanischen Rap-Formation D-Block Sheek Louch und Styles P. vertreten. Die Stadt überhaupt ist eine Kollaboration mit den deutschen Rappern KD-Supier, Megaloh, Said und Sera Finale, während der Sänger  Pino den Refrain auf Kinderaugen (Traumwolke) singt. Der Österreicher Nazar rappt eine Strophe bei Bandenkrieg Pt. 2 und auf Blow sind Sera Finale sowie der Sänger Navigator zu hören.

### Titelliste
| #  | Titel                     | Gastmusiker                                 | Produzent                          | Länge |
| -- | ------------------------- | ------------------------------------------- | ---------------------------------- | ----- |
| 1  | Intro                     | MoTrip                                      | DJ Vito                            | 1:41  |
| 2  | Wiederbelebt              |                                             | Benno Calmbach                     | 3:45  |
| 3  | Ich werd einen Teufel tun |                                             | Sinch                              | 3:44  |
| 4  | Kinderaugen (Traumwolke)  | David Pino                                  | Kenkenay und Sinch                 | 4:10  |
| 5  | Glück im Unglück          | JokA                                        | Abaz                               | 4:36  |
| 6  | Ich mach mein Geld        | MoTrip                                      | DJ Vito                            | 1:53  |
| 7  | Schnelles Geld            | MoTrip und JokA                             | Produes                            | 4:34  |
| 8  | Bandenkrieg Pt. 2         | Nazar                                       | Hamudi (The Royals) und RAF Camora | 3:45  |
| 9  | Don’t Stop (RMX)          | MoTrip, Styles P. und Sheek Louch (D-Block) | Golden Ligue                       | 4:41  |
| 10 | Blaues Blut               | MoTrip und JokA                             | Sinch                              | 4:08  |
| 11 | Auf der Flucht            |                                             | Beatzarre und Djorkaeff            | 2:36  |
| 12 | Grauenhaft verzerrt       |                                             | Beatzarre und Djorkaeff            | 3:02  |
| 13 | Wie Godzilla              | MoTrip und JokA                             | Abaz, BoeseBeats und Cestro        | 4:17  |
| 14 | Die Stadt überhaupt       | KD-Supier, Megaloh, Said und Sera Finale    | KD-Supier                          | 4:45  |
| 15 | Medaille                  |                                             | Abaz                               | 4:11  |
| 16 | Was ist Rap für dich?     | MoTrip                                      | Beatzarre und Djorkaeff            | 2:52  |
| 17 | Blow                      | Sera Finale und Navigator                   | Beatzarre und Djorkaeff            | 3:12  |
| 18 | Genauso                   |                                             | Beatzarre und Djorkaeff            | 3:29  |

### Videos
Musikvideos wurden bereits im Vorfeld und zum Teil unabhängig von der Veröffentlichung des Albums zu den Liedern Die Stadt überhaupt, Was ist Rap für dich?, Intro und Ich mach mein Geld / Schnelles Geld gedreht. Lediglich zu dem Track Grauenhaft verzerrt und dem Titelsong entstanden Videos kurz nach Erscheinen von Wiederbelebt.

### Chartplatzierungen
Wiederbelebt stieg in der 26. Kalenderwoche des Jahres 2012 auf Platz 10 in die deutschen Charts ein. Das Album konnte sich zwei Wochen in den Top 100 halten.